# Куевда, Григорий Андреевич
Григорий Андреевич Куевда (род. 24 июня 1928, Браиловка, Кременчугский округ) — российский политический деятель. Депутат Государственной Думы второго созыва (1995—1999).

## Биография
Окончил Харьковский заочный политехнический институт.
В 1989 создал в Москве строительную фирму «Перово К-4», генеральным директором которой являлся на момент избрания в Государственную Думу.
Депутат Государственной Думы Федерального Собрания РФ второго созыва (1995—1999), был членом фракции КПРФ, членом Комитета по делам ветеранов.